# Бад-Зюльце
Бад-Зюльце (нем. Bad Sülze) — город в Германии, в земле Мекленбург-Передняя Померания.
Входит в состав района Северная Передняя Померания. Подчиняется управлению Рекниц-Требельталь. Население составляет 1689 человек (на 31 декабря 2010 года). Занимает площадь 26,37 км². Официальный код — 13 0 57 006.

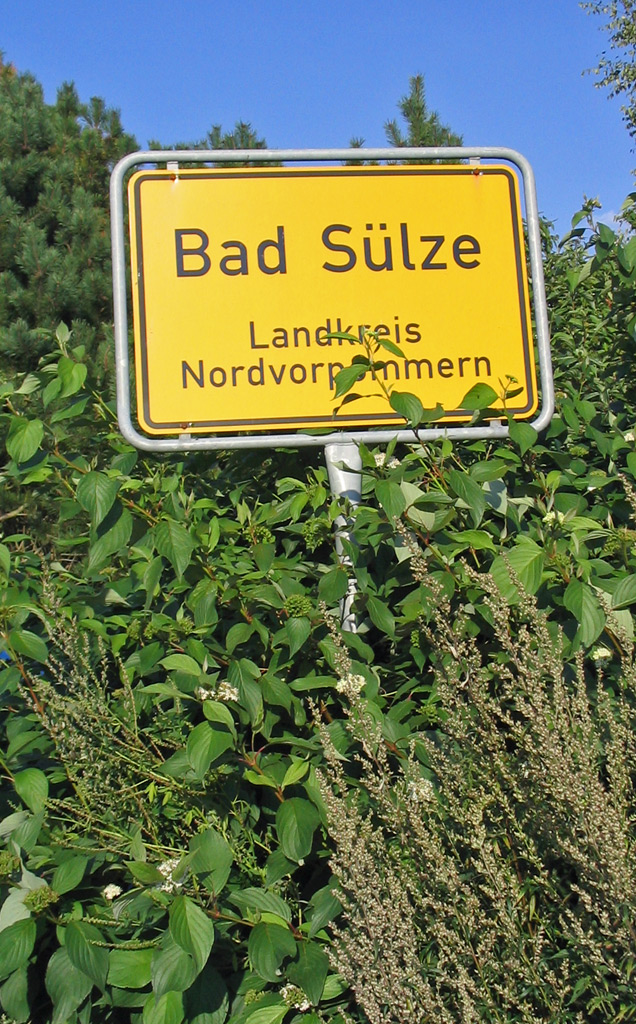
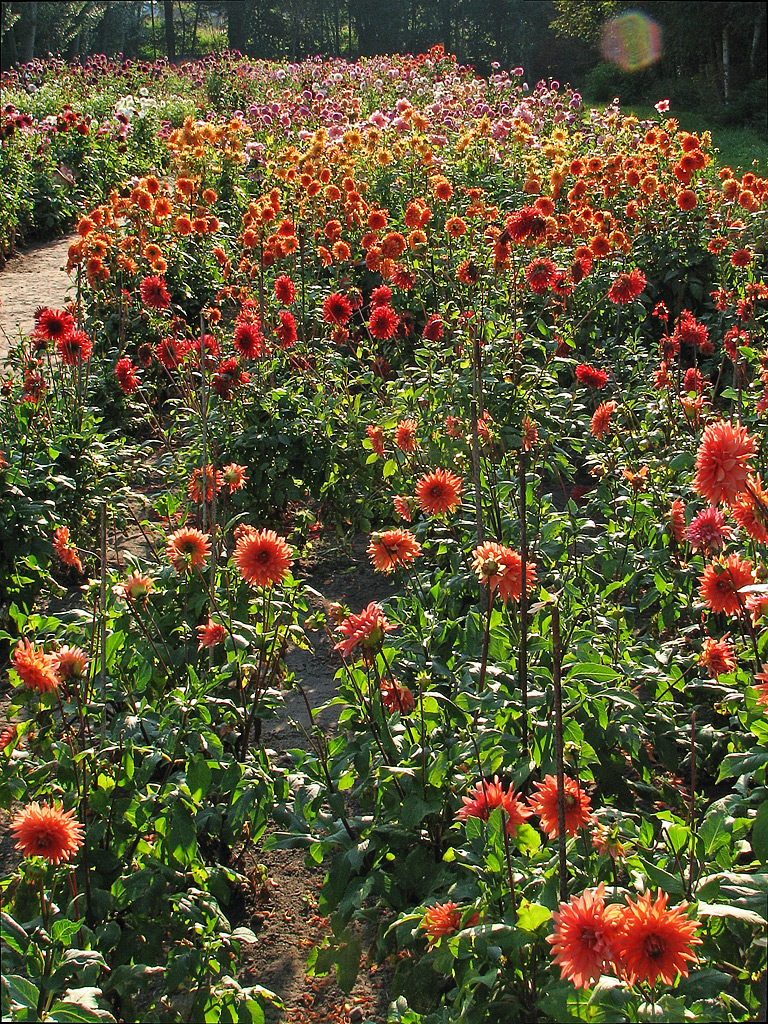
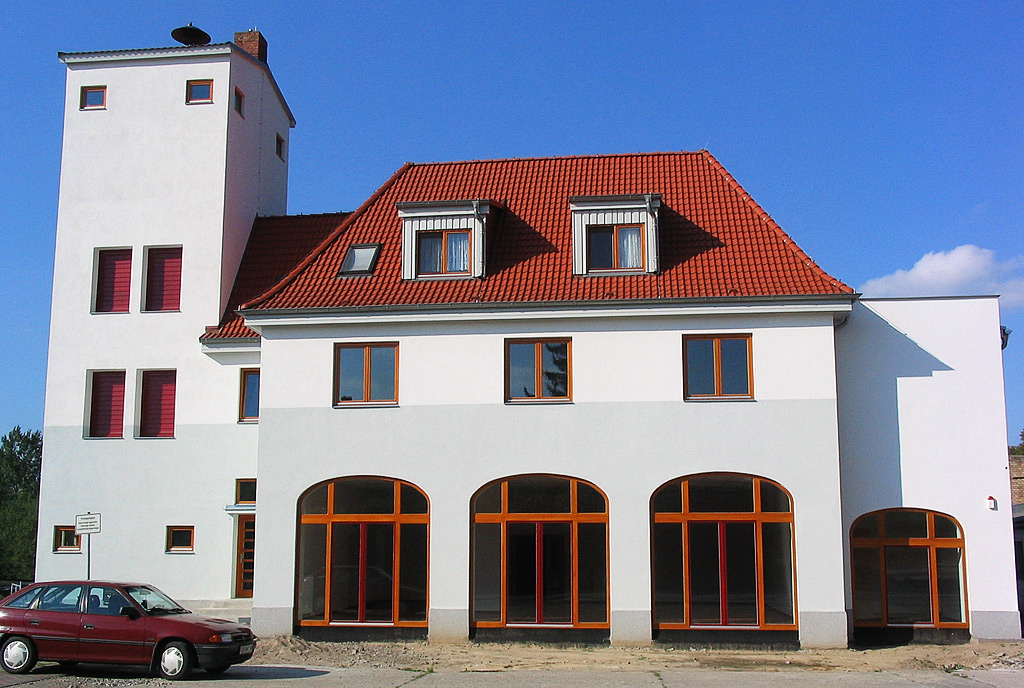
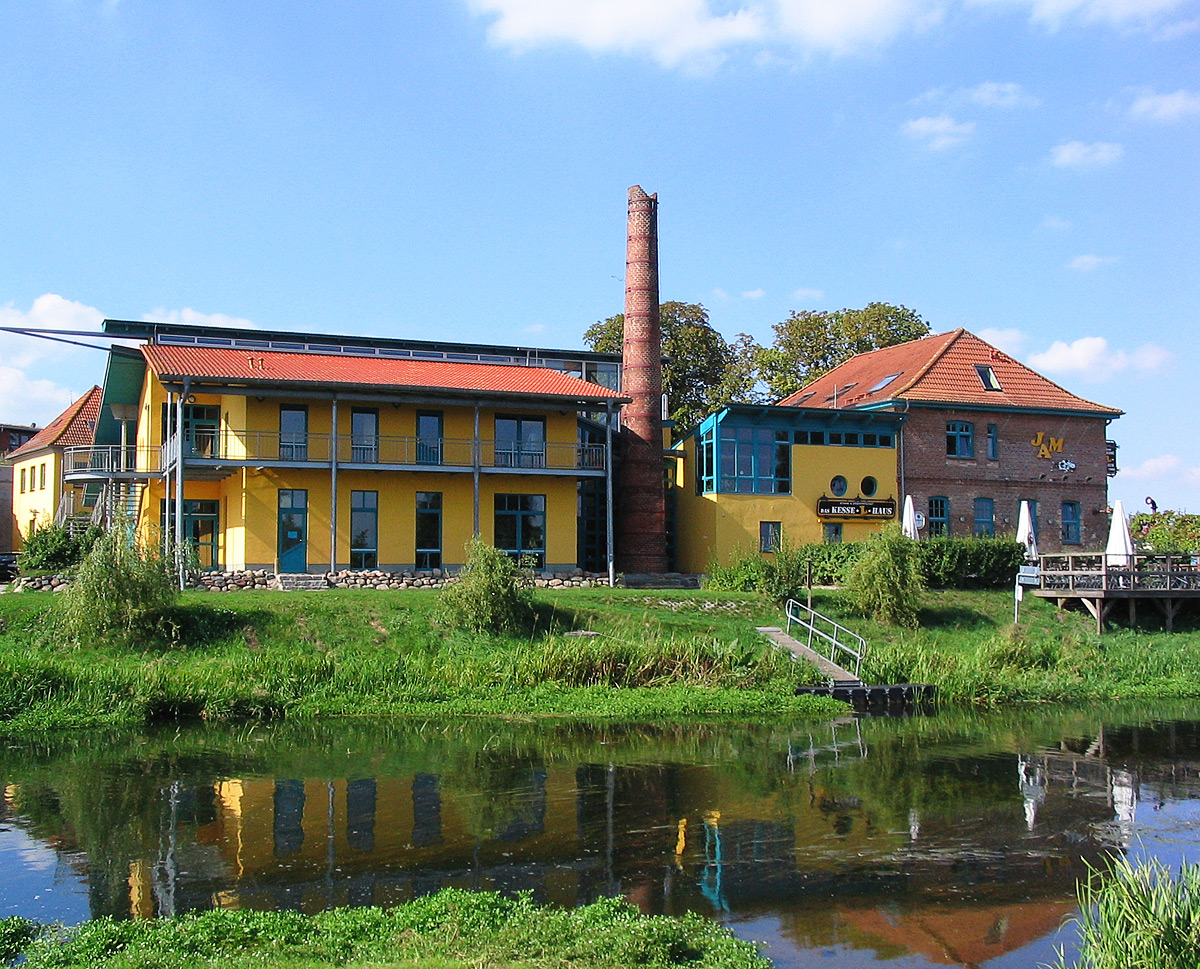
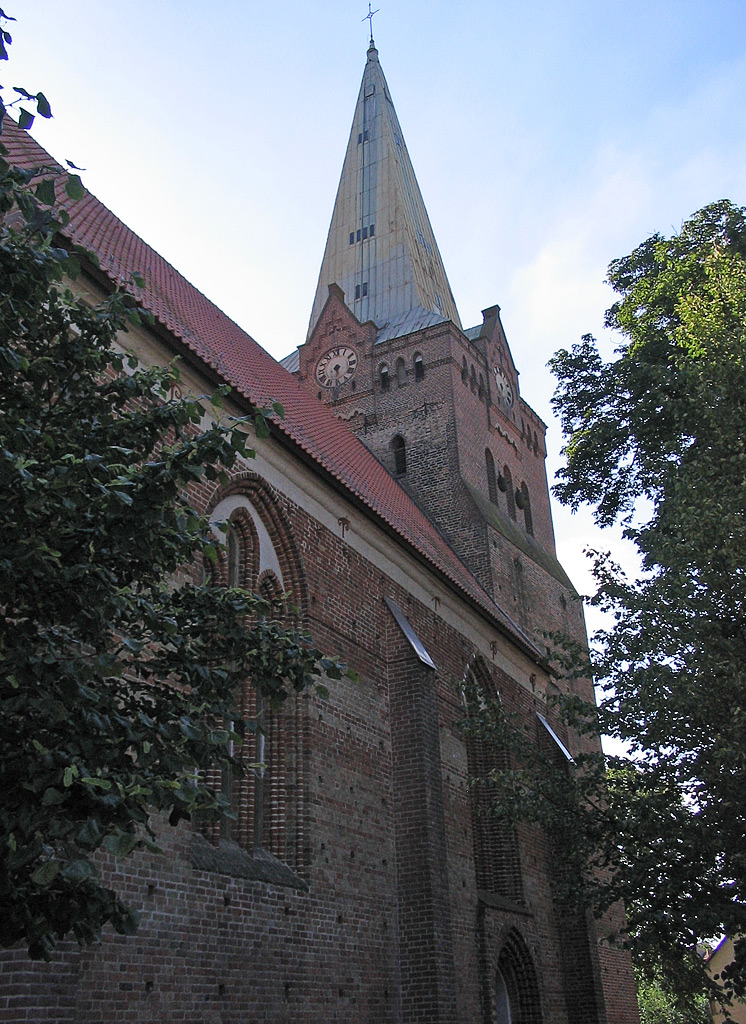
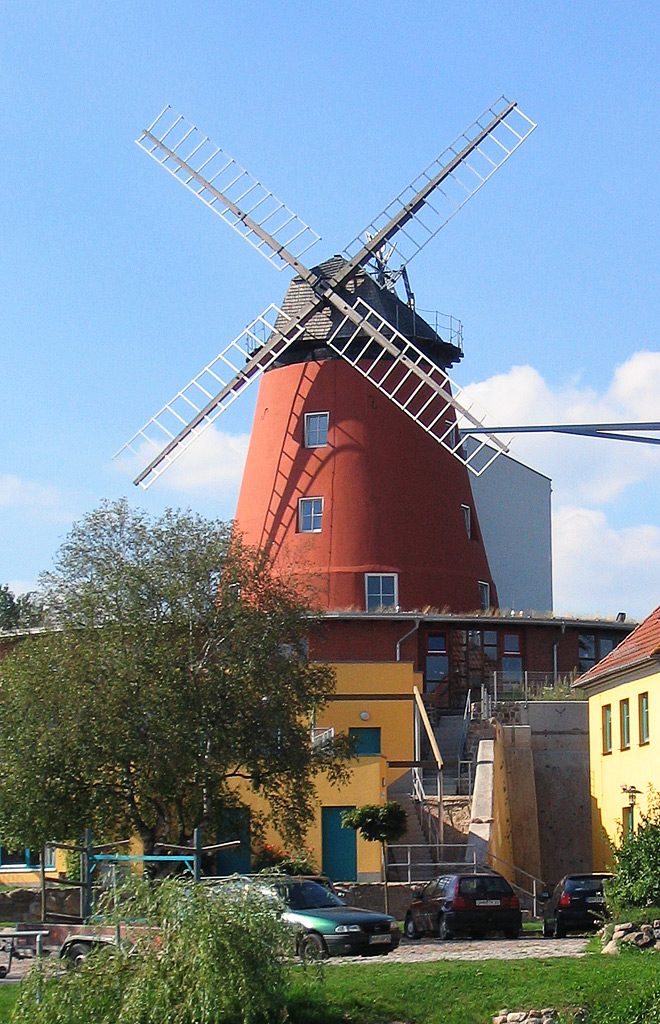
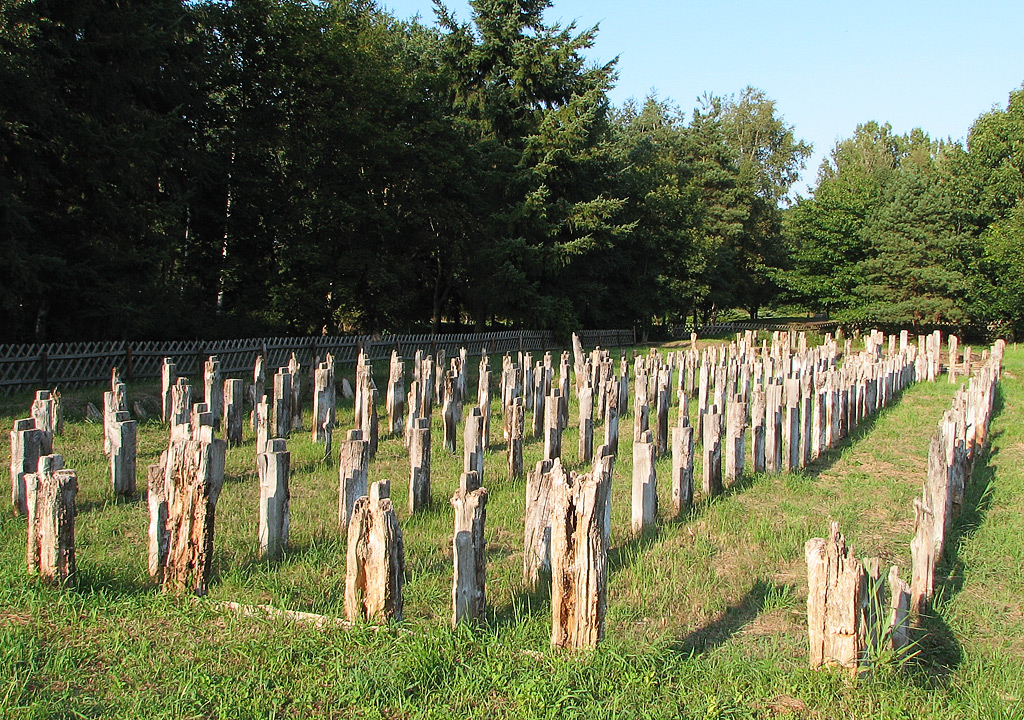
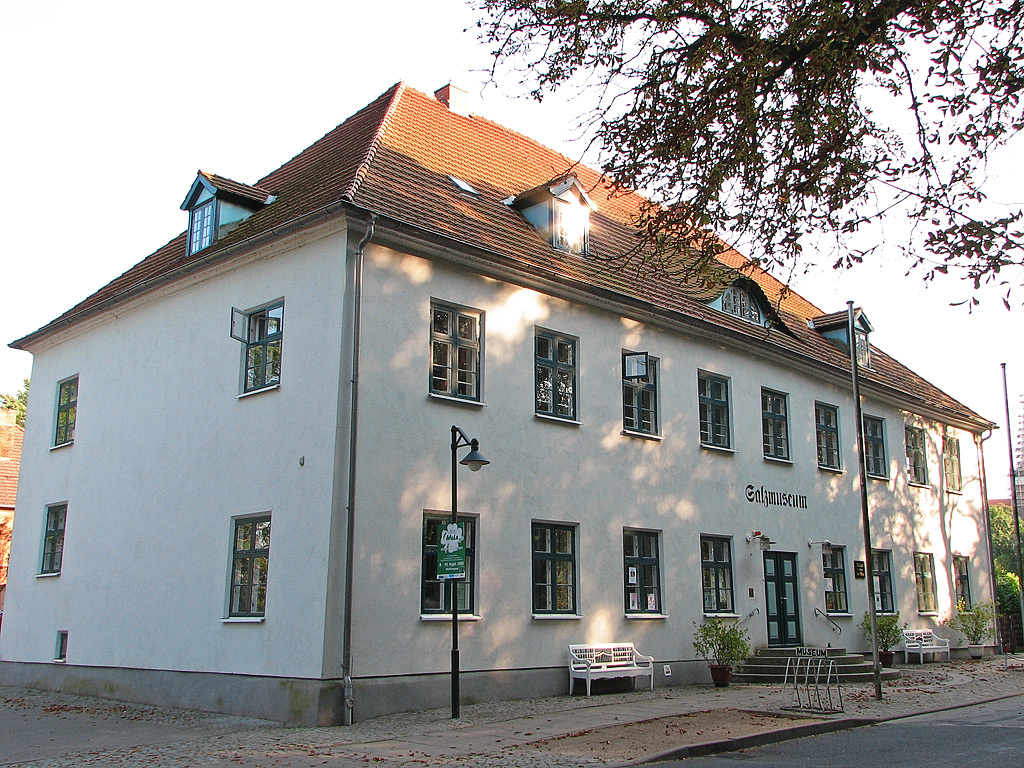
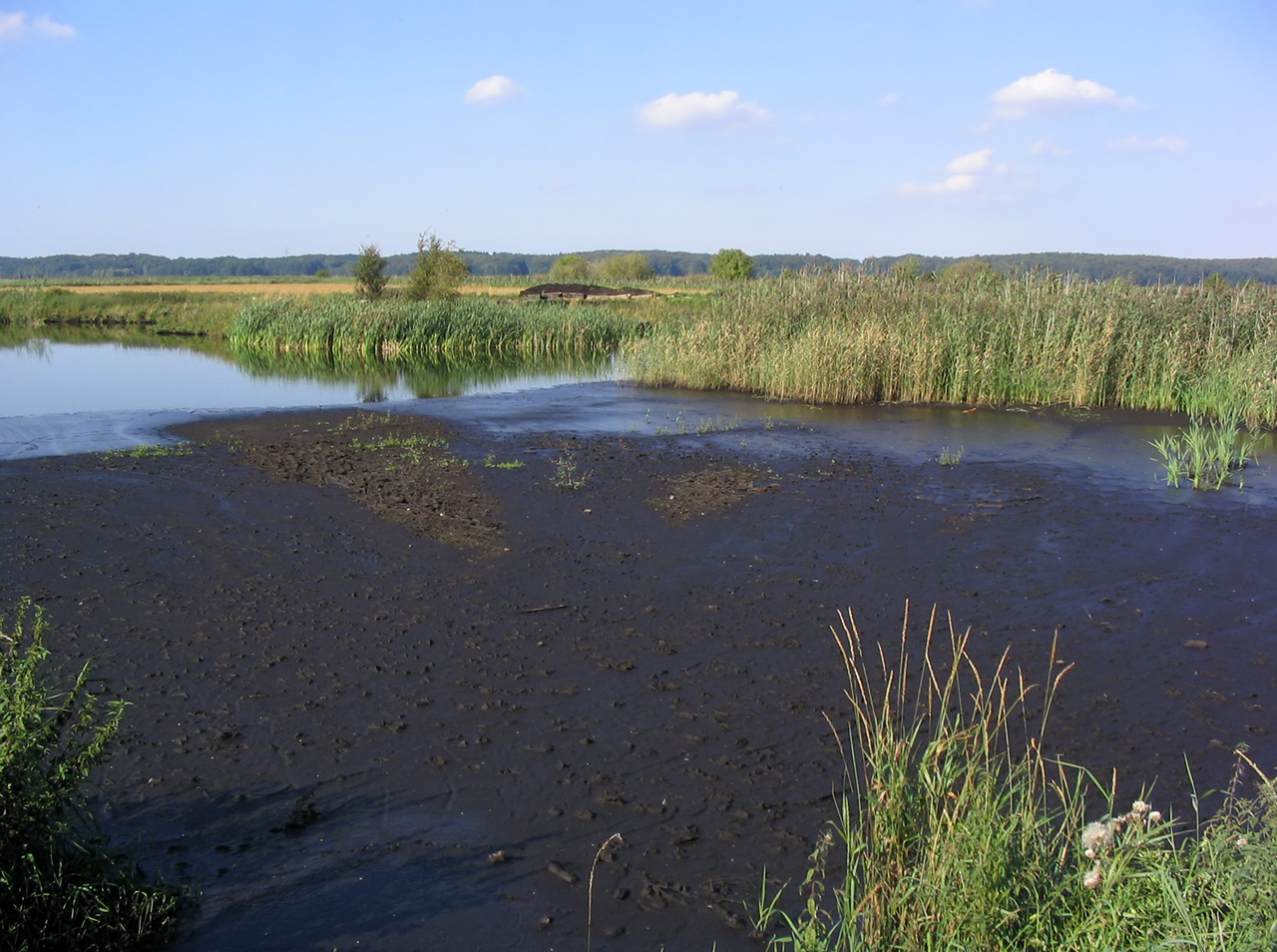